# Fox-1D
Fox-1D, AO-92 oder AMSAT OSCAR 92 ist ein US-amerikanischer Amateurfunksatellit. Fox-1D ist ein 1U-CubeSat, der von der AMSAT-NA entwickelt und gebaut wurde. Fox-1D trägt einen einkanaligen Transponder für den Mode U/V in FM. Fox-1D verfügt über einen L-Band-Konverter (das AMSAT L-Band Downshifter Experiment), der es ermöglicht den FM-Transponder auf einem Uplink im 23-cm-Band zu schalten.
Um einen Start im Rahmen des ELaNa-Programms der NASA zu ermöglichen, trägt der Satellit weiterhin folgende wissenschaftlich-technische Nutzlasten:
- das HERCI (High Energy Radiation CubeSat Instrument) der University of Iowa.
- das Virginia Tech Camera Experiment.
- das Pennsylvania State-Erie MEMS GYRO Experiment.

Der Satellit verfügt über je eine Stabantenne für das 70-cm- und das 2-m-Band sowie eine Antenne für das 23-cm-Band. Für den Download der Telemetriedaten sind zwei Modi implementiert:
- Slow Speed, auch Data Under Voice (DUV) genannt überträgt 200 bps FSK während der FM-Sender aktiv ist (Baken- oder Transponderbetrieb).
- High Speed entspricht 9600 bps FSK und wird alternativ zum Transponderbetrieb eingesetzt.

Der High Speed Mode wird für datenintensive Experimente, wie z. B. für das Virginia Tech Camera- und das HERCI-Experiment verwendet. Nach erfolgreichem Start wurde dem Satelliten die OSCAR-Nummer 92 zugewiesen.

## Mission
Der Satellit wurde am 12. Januar 2018 um 03:59 UTC mit einer PSLV-XL-Rakete zusammen mit den Hauptnutzlasten Cartosat-2F, NovaSAR-S und 31 weiteren Kleinsatelliten vom Satish Dhawan Space Centre in Indien gestartet. Um 0517 UTC wurden über dem Nordpol die Antennen entfaltet und der Satellit begann zu arbeiten. Um 05:28 UTC wurde die erste Telemetrie empfangen. Für die Inbetriebnahme sind ungefähr zwei Wochen vorgesehen. Danach soll Fox-1D für Verbindungen zwischen Amateurfunkstationen zur Verfügung stehen.

## Frequenzen
- 145,880 MHz Downlink (FM, Datenübertragung DUV 200 bps und FSK 9600 bps, 400 – 800 mW)
- 435,350 MHz Uplink (FM CTCSS 67.0Hz)
- 1.267,350 MHz Uplink (FM CTCSS 67.0Hz)